# Gródek (powiat tomaszowski)
Gródek – wieś w Polsce położona w województwie lubelskim, w powiecie tomaszowskim, w gminie Jarczów.
W XIX w. wieś w gminie Jarczów powiatu tomaszowskiego guberni lubelskiej.
W latach 1954–1961 wieś należała i była siedzibą władz gromady Gródek, po jej zniesieniu w gromadzie Typin. W latach 1975–1998 miejscowość należała administracyjnie do województwa zamojskiego.
Wieś jest sołectwem w gminie Jarczów. Jest także siedzibą rzymskokatolickiej parafii św. Anny. Według Narodowego Spisu Powszechnego z roku 2011 wieś liczyła 200 mieszkańców. 

## Części wsi
| SIMC    | Nazwa   | Rodzaj    |
| ------- | ------- | --------- |
| 1025166 | Rakówka | część wsi |

## Zabytki
Według rejestru zabytków Narodowego Instytutu Dziedzictwa na listę zabytków wpisane są następujące obiekty:
- kościół par. pw. św. Anny, 1840-46, nr rej.: A/1518 z 22.09.1987
- dzwonnica, nr rej.: j.w.
- cmentarz kościelny, nr rej.: j.w.